# 長野計器

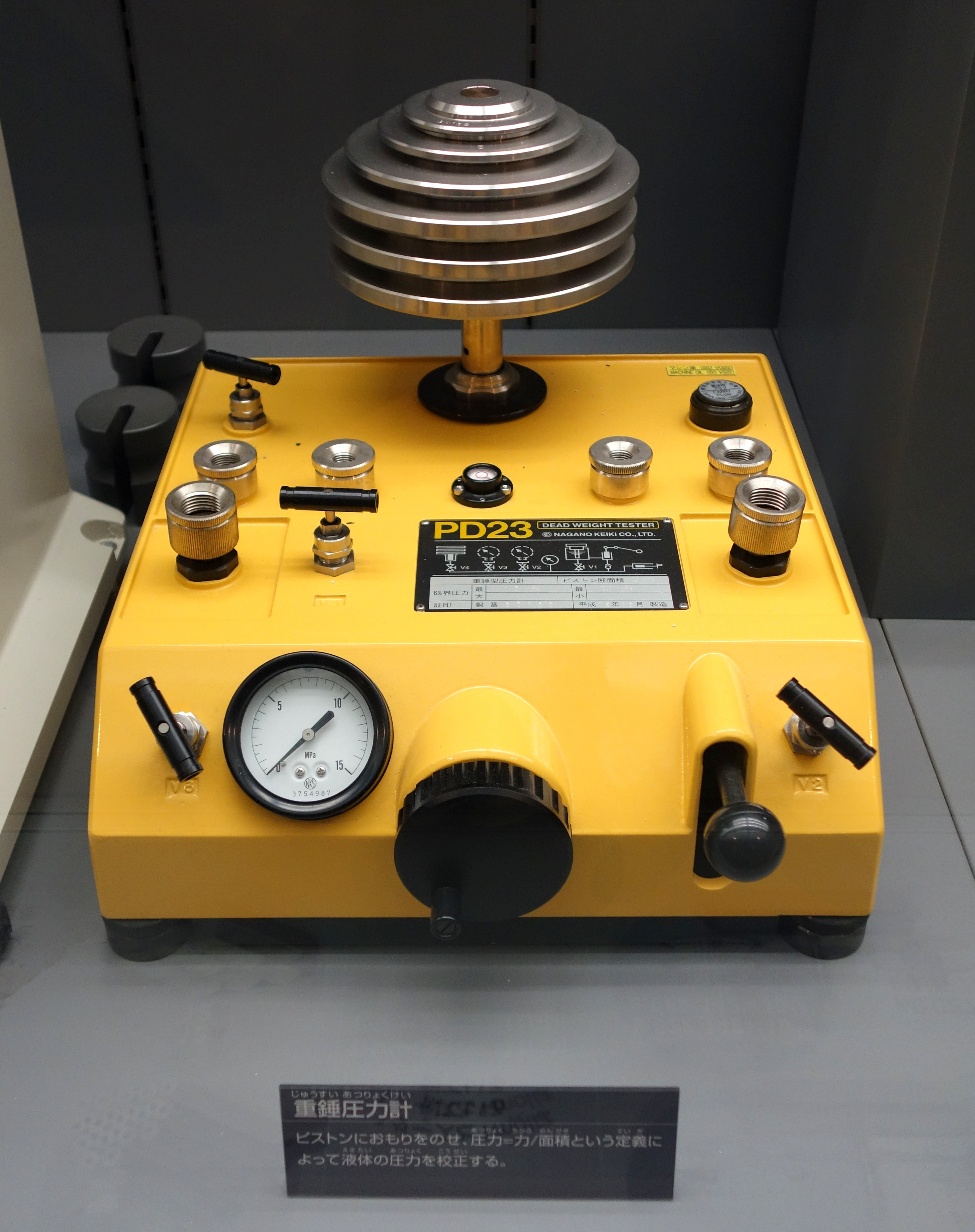
重錘型圧力計 PD23

長野計器株式会社（ながのけいき）は、東京都大田区に本社を構える。圧力計や圧力センサを中心とする各種センサなどの精密機器を開発、製造、販売している企業である。燃料電池自動車（FCV）の水素ステーション用に高性能の圧力計や圧力センサも生産している。創業当時の本社および工場は長野県上田市にある。

## 沿革
- 1896年（明治29年）5月1日 - 和田嘉衛により、現在の東京都文京区小石川に和田計器製作所を創業。
- 1902年（明治35年）4月 - 合名会社東京計器製作所を設立する。
- 1917年（大正6年）5月 - 株式会社東京計器製作所に改組する。
- 1930年（昭和5年）7月 - 本社を現在の東京都大田区蒲田に移転。
- 1948年（昭和23年）12月21日 - 現在の東京都大田区蒲田から企業再建整備法に基づき、株式会社東京計器製造所と株式会社長野計器製作所に分離、疎開し、長野県小諸市に設立。
- 1951年（昭和26年）10月 - 長野県上田市に本社を移転する。
- 1976年（昭和51年）6月 - 長野県上田市から本社を東京都大田区に移転。
- 1998年（平成10年）12月 - 株式を店頭公開。
- 2005年（平成17年）2月 - 東京証券取引所第2部上場。
- 2006年（平成18年）5月 - Ashcroft Inc.を子会社化。
- 2007年（平成19年）4月 - 東京証券取引所第1部指定替え。
- 2008年（平成20年）4月 - 株式会社ニューエラーを子会社化。
- 2011年（平成23年）7月 - 東京計器株式会社、株式会社チノー、株式会社オーバルと業務提携。
- 2013年（平成25年）1月 - ゼネラルモーターズと圧力センサ供給契約締結。
- 2019年（平成31年）1月 - 有限会社中村金型製作所を子会社化[1]。

## 主な商品
圧力計、圧力センサ、圧力スイッチ、温度計、流量計など